# Hiraya
Hiraya (jap. 平谷村 Hiraya-mura) – wieś w Japonii, na wyspie Honsiu, w prefekturze Nagano. Według danych na rok 2020 miejscowość zamieszkiwało 387 mieszkańców , a gęstość zaludnienia wyniosła 5 os./km².